# Jean-Pierre Sers
Pour les articles homonymes, voir Sers.
Jean-Pierre Sers (1746 - 1809) est un homme politique français de la Révolution et de l'Empire.

## Biographie
Jean-Pierre Sers naît à Plégades, hameau de la commune de Terre-Clapier (Tarn) le 10 mai 1746. Il est élève au collège de Sorèze.
Il est négociant, armateur et officier municipal de Bordeaux lorsqu'il est élu, le 2 septembre 1791, député de la Gironde à l'Assemblée législative, le 9e sur 12, avec 296 sur 407 votants. Il prend place parmi les Girondins au côté de Vergniaud, et s'associe à leurs votes. 
Il s'oppose à la levée de la suspension du maire et du procureur de la commune de Paris après le 20 juin, attaque le général Dumouriez sur les dangers des frontières et les manœuvres qui se font dans son armée, et blâme la journée du 10 août 1792 (prise des Tuileries par les sans-culottes et suspension de Louis XVI) et les massacres de Septembre. 
Président du directoire de la Gironde mais non réélu à la Convention, il est cependant porté sur le décret qui met les Girondins hors-la-loi, et ne doit qu'à la protection de Jean-Bon Saint-André sa radiation de cette liste fatale.
Partisan du coup d'État du 18 brumaire de Napoléon Bonaparte, il est appelé au Sénat conservateur le 4 nivôse an VIII, nommé membre de la Légion d'honneur le 9 vendémiaire an XII, et commandeur de l'ordre le 25 prairial suivant.
Il est désigné en l'an XIII comme candidat aux fonctions de trésorier du Sénat, où il s'occupe de questions financières et de comptabilité.
Il est fait comte de l'Empire le 1er mars 1808.
Il est également membre du consistoire de l'Église réformée.
Jean-Pierre, comte Sers, meurt le 16 septembre 1809 à Montredon-Labessonnié (Tarn).
Son cœur est dans une urne au Panthéon, à Paris.

## Famille
Jean-Pierre Sers a eu six enfants, deux filles et quatre fils. Les filles n'ont pas vécu. Deux de ses fils seront préfets : l'aîné Jean-André et le troisième Louis, le deuxième Jean-Jacques sera capitaine du Génie, le quatrième David sera chef d'escadron d'état-major.
Jean-Pierre est également le grand-père des préfets Joseph-Jean-Charles-Louis (1820-1882), baron Sers (préfet de l'Eure) et Charles-Joseph Sers (préfet des Landes) — les deux étant les fils de Jean-André — et du sous-préfet de Bayonne Louis-Alexandre Sers (fils de Louis).

## Sources
- « Jean-Pierre Sers », dans Adolphe Robert et Gaston Cougny, Dictionnaire des parlementaires français, Edgar Bourloton, 1889-1891 [détail de l’édition]
- Souvenirs d'un préfet de la Monarchie. Mémoires du baron Sers (1852), publiés par le baron Henri Sers et Raymond Guyot, Paris, A. Fontemoing, 1906, in-8°, XVI-339 p., en ligne.